# Bataille de Fort Oswego
Guerre de Sept Ans
Batailles
- Minorque (navale) (1756)
- Pirna (1756)
- Lobositz (1756)
- Reichenberg (1757)
- Prague (1757)
- Kolin (1757)
- Hastenbeck (1757)
- Gross-Jägersdorf (1757)
- Moys (1757)
- Rochefort (1757)
- Rossbach (1757)
- Breslau (1757)
- Leuthen (1757)
- Carthagène (navale) (1758)
- Olomouc (1758)
- Saint-Malo (1758)
- Rheinberg (1758)
- Krefeld (1758)
- Domstadl (1758)
- Cherbourg (1758)
- Zorndorf (1758)
- Saint-Cast (1758)
- Tornow (1758)
- Lutzelberg (1758)
- Hochkirch (1758)
- Bergen (1759)
- Kay (1759)
- Minden (1759)
- Kunersdorf (1759)
- Neuwarp (navale) (1759)
- Hoyerswerda (1759)
- Baie de Quiberon (navale) (1759)
- Maxen (1759)
- Meissen (1759)
- Glatz (1760)
- Landshut (1760)
- Corbach (1760)
- Emsdorf (1760)
- Dresde (1760)
- Warburg (1760)
- Liegnitz (1760)
- Rhadern (1760)
- Berlin (1760)
- Kloster Kampen (1760)
- Torgau (1760)
- Belle-Île (1761)
- Langensalza (1761)
- Cassel (1761)
- Grünberg (1761)
- Villinghausen (1761)
- Ölper (1761)
- Kolberg (1761)
- Wilhelmsthal (1762)
- Burkersdorf (1762)
- Lutterberg (1762)
- Reichenbach (1762)
- Almeida (1762)
- Valencia de Alcántara (1762)
- Nauheim (1762)
- Vila Velha de Ródão (1762)
- Cassel (1762)
- Freiberg (1762)

- Jumonville Glen (1754)
- Fort Necessity (1754)
- Fort Beauséjour (1755)
- 8 juin 1755
- Monongahela (1755)
- Petitcoudiac (1755)
- Lac George (1755)
- Fort Bull (1756)
- Fort Oswego (1756)
- Kittanning (1756)
- En raquettes (1757)
- Pointe du Jour du Sabbat (1757)
- Fort William Henry (1757)
- German Flatts (1757)
- Lac Saint-Sacrement (1758)
- Louisbourg (1758)
- Le Cran (1758)
- Fort Carillon (1758)
- Fort Frontenac (1758)
- Fort Duquesne (1758)
- Fort Ligonier (1758)
- Québec (1759)
- Fort Niagara (1759)
- Beauport (1759)
- Plaines d'Abraham (1759)
- Sainte-Foy (1760)
- Neuville (1760)
- Ristigouche (navale) (1760)
- Mille-Îles (1760)
- Signal Hill (1762)

- Cap-Français (1757)
- Martinique (1759)
- Guadeloupe (1759)
- Dominique (1761)
- Martinique (1762)
- Cuba (1762)

- Chandernagor (1757)
- Plassey (1757)
- Gondelour (1758)
- Négapatam (navale) (1758)
- Condore (1758)
- Madras (1758)
- Pondichéry (navale) (1759)
- Masulipatam (1759)
- Chinsurah (1758)
- Wandiwash (1760)
- Pondichéry (1760-1761)
- Manille (1762)

- Saint-Louis (1758)
- Gorée (1758)
- Gambie

La bataille de Fort Oswego, ou bataille de Chouaguen, en août 1756, est une victoire française sur le théâtre d'opérations nord-américain au début de la guerre de Sept Ans. 
Entre le 10 et le 14 août 1756, les troupes commandées par Montcalm (soldats de métier, milice canadienne et supplétifs amérindiens) assiègent et prennent le fort Oswego, que les Français appellent « fort Chouaguen », situé sur la rive sud du lac Ontario, une position très avancée de l'armée britannique. 

## Contexte

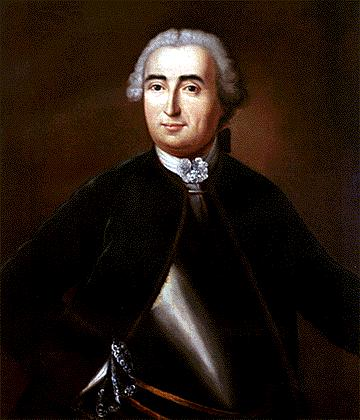
Louis-Joseph de Montcalm, commandant des forces françaises.

Un conflit larvé entre la France et le Royaume-Uni se déroule depuis longtemps en Amérique du Nord au sujet de l'extension des domaines coloniaux : la Nouvelle-France, qui s'étend du Saint-Laurent (Québec) au Mississippi et au golfe du Mexique (La Nouvelle-Orléans, fondée en 1718) et les Treize Colonies (le long de la côte est). L'installation des Britanniques sur le lac Ontario à partir de la colonie de New-York constitue, du point de vue des Français, une intrusion dans leur domaine et un prélude à une offensive britannique plus large.
Dès 1755, des combats sérieux ont lieu dans la région des Grands Lacs : la bataille de la Monongahela (9 juillet), à la suite de laquelle Jean-Armand Dieskau, commandant en chef au Canada, est chargé par le gouverneur Pierre de Rigaud de Vaudreuil d'attaquer Fort Oswego. Mais Dieskau est vaincu lors de la bataille du lac George (8 septembre) et fait prisonnier. Le marquis de Montcalm est envoyé pour le remplacer (il arrive en avril 1756).
En Europe, l'année 1756 voit la situation se tendre avec la transformation des systèmes d'alliance : Prusse et Royaume-Uni (traité de Westminster) contre France, Autriche (traité de Versailles) et Russie. Le conflit en Amérique du Nord va prendre une place essentielle dans le cadre de la guerre de Sept Ans, qui commence alors.
Montcalm reprend le projet d'attaque contre Fort Oswego, dont la prise doit permettre de protéger Fort Niagara (vers l'extrémité ouest du lac Ontario) et Fort Duquesne (au confluent de l'Ohio et de la Monongahela) d'éventuelles avancées britanniques et d'établir une ligne continue de forts français du Québec au Mississippi.

## Déroulement
Le 29 juillet 1756, Montcalm arrive à Fort Frontenac dans l'intention de lancer l'assaut sur Fort Oswego. L'armée de Montcalm est forte de trois mille hommes — une moitié de réguliers, une moitié d'irréguliers — accompagnés de deux cent cinquante Amérindiens. Il a des doutes quant aux capacités de ses troupes irrégulières à mener un siège en bonne et due forme. Malgré cela, l'attaque est lancée.
Par marche de nuit, pour utiliser l'effet de surprise, Montcalm arrive le 10 août à minuit à l'embouchure de la rivière Oswego et commence à mettre son artillerie à l'œuvre. 
La zone comprend en fait trois forts britanniques : un sur la rive ouest (Fort Ontario), un sur la rive est (Fort Oswego) et un autre légèrement plus à l'est (Fort George). Seul le fort Oswego est à même de soutenir un siège. Fort George est abandonné avant même l'arrivée de Montcalm, sa garnison rejoint Fort Oswego. Fort Ontario est rapidement mis hors de combat et sa garnison est aussi ramenée vers Fort Oswego. La garnison de Fort Oswego se compose alors de 1 700 hommes, tous des irréguliers, appuyés par trente-trois canons[réf. nécessaire], commandés par le colonel Mercer, un bon officier.
Montcalm est cependant bien meilleur et dispose de forces supérieures en nombre. Il installe une batterie à l'emplacement du Fort Ontario et commence à bombarder Fort Oswego tout en envoyant ses alliés amérindiens mener une guérilla sur les arrières du fort, sur la rive ouest. La supériorité française apparaît rapidement ; de plus, le colonel Mercer est tué. N'ayant aucune nouvelle de renforts, la garnison capitule le 14 août. 

## Conséquences
Les Français font environ 1 700 prisonniers, cent vingt-et-un canons[réf. nécessaire], six vaisseaux armés et de nombreuses embarcations prévues pour attaquer Fort Niagara et Fort Frontenac. Les forts sont ensuite détruits.
La chute du fort marque un arrêt de la progression britannique dans la région en levant la menace qui pèse sur les forts voisins. Avec cette victoire, les Français prennent le contrôle de tout l'arc qui va du Québec à la Louisiane puisqu'aucun autre fort britannique ne se trouve dans cette zone. 
En outre, la destruction des forts (plutôt que leur occupation) est un message envoyé aux Amérindiens qui voient cette destruction comme une étape vers un retour à la propriété de leurs terres ancestrales.

## Les enseignements de la bataille
Cette bataille est notable pour avoir démontré que la tactique européenne traditionnelle de siège était valable sur le champ de bataille nord-américain, à condition d'être appliquée correctement et dans les bonnes circonstances. 
D'une façon générale, la guerre en Amérique du Nord, avec l'arrivée de troupes régulières, l'utilisation de canons, l'amélioration des fortifications, les lignes d'approvisionnement en matériel et en munitions se rapproche progressivement des méthodes européenne. La bataille de Fort William Henry l'année suivante en sera un exemple significatif.  

### Ouvrages utilisés
- (en) William Wood, The Fight for Oversea Empire: The Declaration of War, dans Adam Shortt, Arthur G. Doughty, Canada and Its Provinces, Vol. I, Toronto, Glasgow, Brook & Company, 1914, 312 p., p. 246-254 (extrait sur le site Marianopolis).
- Edmond Dziembowski, La guerre de Sept Ans, Paris, éditions Perrin, coll. « Tempus », 2018, 851 p. (ISBN 978-2-262-07502-6)
- Jonathan Dull, La Guerre de Sept Ans, Bécherel, coll. « Les Perséides », 2009.
- Guy Frégault, La Guerre de la Conquête 1754/1760, Fides, 1955 (réédition 2009).
- Lucien Bély, Les relations internationales en Europe au XVIIe – XVIIIe siècles, Paris, Presses universitaires de France, coll. « Thémis », 1992, 731 p. (ISBN 2-13-044355-9).
- Jean Bérenger et Jean Meyer, La France dans le monde au XVIIIe siècle, Paris, SEDES, coll. « Regards sur l'Histoire », 1993, 380 p. (ISBN 2-7181-3814-9).
- Laurent Veyssière (dir.) et Bertrand Fonck (dir.), La guerre de Sept Ans en Nouvelle-France, Québec, Septentrion (Canada) et PUPS (France), 2012, 360 p. (ISBN 978-2-89448-703-7)
- Conquering the American Wilderness: The Triumph of European Warfare in the Colonial Northeast Guy Chet: 8601417524985

### Autres ouvrages
- D. Peter MacLeod (trad. de l'anglais), Les Iroquois et la guerre de Sept Ans [« The Canadian Iroquois and the Seven Years' War »], Montréal, VLB, coll. « Études québécoises » (no 52), 2000, 276 p. (ISBN 978-2-890-05713-5).
- Michel Thévenin, Changer le système de la guerre, le siège en Nouvelle-France, 1755-1760, 2020, 260 p.  (ISBN 2763752446).